# リベルタドル市
リベルタドル市（リベルタドルし、Municipio Libertador）は、ベネズエラの首都地区にある市で、カラカスの中心都市である。このため当市を指してカラカス市と呼ばれることもある（「カラカス」の行政区分区の項を参照）。同市のベネズエラ中央大学を中心とした学園都市は世界遺産に登録されている。2005年の人口は、207万6705人あった。

## 歴史
市の名前は、シモン・ボリバルの称号「解放者（リベルタドル）」からとられた。その他は「カラカス」の歴史の項を参照。

## 地理
面積ではカラカスの西半分を占める。カラカス盆地の西半分と、盆地から南西に伸びるグアイレ川とエルバジェ川の谷沿い、およびそれらを取り巻く山地と丘陵地からなる。北にはアビラ山の山脈の西端がある。市の中心はカラカスの歴史的中心でもあり、セントロ（中心）と呼ばれる。
- 山: アビラ山
- 川: グアイレ川、マカラオ川、サンペドロ川、カリクアオ沢、カトゥチェ川、アナウコ川、コティサ川、カノアス沢、マリペレス沢、エル・バジェ川、チャカイト沢、タカグア沢
- 湖沼: ロスプロセレス湖

### 隣接する市
- バルガス州 - バルガス市
- ミランダ州 - チャカオ市、バルタ市、ロスサリアス市、カリサル市、グアイカイプロ市。

### 構成する区
22の区（パロキア）からなる。
- アルタグラシア区 (Altagracia)
- アンティマノ区 (Antímano)
- エルバジェ区 (El Valle)
- エルパストラ区 (El Pastora)
- エルパライソ区 (El Paraiso)
- エルフンキト区 (El Junquito)
- エルレクレオ区 (El Recreo)
- カテドラル区 (Catedral)
- カリクアオ区 (Caricuao)
- カンデラリア区 (Candelaria)
- コチェ区 (Coche)
- サンアグスティン区 (San Agustín)
- サンタテレサ区 (Santa Teresa)
- サンタロサリア区 (Santa Rosalía)
- サンベルナルディノ区 (San Bernardino)
- サンフアン区 (San Juan)
- サンペドロ区 (San Pedro)
- サンホセ区 (San José)
- スクレ区 (Sucre)
- ベインテトレスデエネロ区 (23 de Enero)
- マカラオ区 (Macarao)
- ラベガ区 (La Vega)

## 政治
市長の所属政党は一定ではなく、何度か政権交代が起きている。2000年まで民主行動のアントニオ・レデスマが市長を務めた。2000年から、与党第五共和国運動のフレディ・ベルナルになった。ベルナルは、与党で当選しながら途中で反政府派に転じたカラカス大市長アルフレド・ペニャと激しく対立した。2004年選挙で与党市長が生まれると対立は解消された。
市議会一院制で13議席である。
国政では地方政治と異なり、比較的無風区的な傾向がある。大統領選では左派政党を支持する傾向があるが、議会選挙は保革伯仲の結果となる傾向もみられる。

## 観光・名所・施設
- アビラ山
- ボリバル広場
- ベネスエラ広場
- ボリバルの生家
- 植物園（ベネズエラ中央大学付属）
- キンタアナウコ植民地美術館
- 国立美術ギャラリー
- ベジャスアルテス美術館
- 国立科学博物館
- ミラフロレス宮殿（大統領官邸）
- ベネズエラ中央大学
- アンドレス・ベジョ・カトリック大学
- パルケセントラル
- 国立西公園

座標: 北緯10度30分21秒 西経66度54分52秒 / 北緯10.5058度 西経66.9144度